# Bardsragujn chumb 2005
Soutěžní ročník Bardsragujn chumb 2005 byl 14. ročníkem nejvyšší arménské fotbalové ligy. Soutěž byla započata 12. dubna 2005 a poslední kolo se odehrálo 6. listopadu 2005. Svůj osmý titul vybojoval tým FC Pjunik Jerevan.

## Složení ligy v ročníku 2005
| Klub                        | Město   | Stadión                             | Kapacita |
| --------------------------- | ------- | ----------------------------------- | -------- |
| FC Bananc Jerevan           | Jerevan | Stadion Bananc                      | 3 600    |
| Dinamo-Zenit Jerevan FC     | Jerevan | Stadion republiky Vazgena Sargsjana | 14 968   |
| FC Esteghlal-Kotajk Abovian | Abovjan | Stadion Kotajk                      | 5 500    |
| Kilikia FC                  | Jerevan | Stadion Hrazdan                     | 55 000   |
| FC Lernagorc-Ararat Kapan   | Kapan   | Stadion Lernagorc                   | 3 500    |
| Lernajin Arcach Jerevan FC  | Jerevan | Stadion Hrazdan                     | 55 000   |
| FC MIKA Aštarak             | Jerevan | Stadion Kasachi Marzik              | 3 500    |
| FC Pjunik Jerevan           | Jerevan | Stadion republiky Vazgena Sargsjana | 14 968   |
| FC Širak Gjumri             | Gjumri  | Městský stadion Gjumri              | 2 761    |

## Základní část
| Poř. | Tým                         | Z  | V  | R | P  | VG | OG | B  |
| ---- | --------------------------- | -- | -- | - | -- | -- | -- | -- |
| 1.   | FC Pjunik Jerevan           | 16 | 11 | 5 | 0  | 32 | 6  | 38 |
| 2.   | FC MIKA Aštarak             | 16 | 10 | 5 | 1  | 27 | 11 | 35 |
| 3.   | FC Bananc Jerevan           | 16 | 10 | 4 | 2  | 32 | 17 | 34 |
| 4.   | FC Esteghlal-Kotajk Abovian | 16 | 7  | 7 | 2  | 28 | 15 | 28 |
| 5.   | Kilikia FC                  | 16 | 6  | 3 | 7  | 29 | 25 | 21 |
| 6.   | Dinamo-Zenit Jerevan FC     | 16 | 4  | 3 | 9  | 20 | 26 | 15 |
| 7.   | FC Širak Gjumri             | 16 | 3  | 2 | 11 | 18 | 34 | 11 |
| 8.   | FC Lernagorc-Ararat Kapan   | 16 | 3  | 1 | 12 | 9  | 38 | 10 |
| 9.   | Lernajin Arcach Jerevan FC  | 16 | 3  | 0 | 13 | 14 | 37 | 9  |

|  | Postup do mistrovské části                                                                     |
|  | Skupina o udržení                                                                              |
|  | Klub odstoupil po odehrání 11. kola, zbývající zápasy byli kontumovány 3:0 ve prospěch soupeře |

## Mistrovská část
| Poř. | Tým                         | Z  | V | R | P | VG | OG | B  |
| ---- | --------------------------- | -- | - | - | - | -- | -- | -- |
| 1.   | FC Pjunik Jerevan           | 10 | 6 | 4 | 0 | 16 | 4  | 22 |
| 2.   | FC MIKA Aštarak             | 10 | 4 | 5 | 1 | 15 | 9  | 17 |
| 3.   | FC Bananc Jerevan           | 10 | 4 | 4 | 2 | 14 | 13 | 16 |
| 4.   | FC Esteghlal-Kotajk Abovian | 10 | 2 | 6 | 2 | 12 | 11 | 12 |
| 5.   | Kilikia FC                  | 10 | 1 | 3 | 6 | 10 | 20 | 6  |
| 6.   | Dinamo-Zenit Jerevan FC     | 10 | 1 | 2 | 7 | 8  | 18 | 5  |

### Konečné umístění
Do konečného umístění se počítali jenom zápasy mezi týmy postupující do mistrovské části
| Poř. | Tým                         | Z  | V  | R | P  | VG | OG | B  |
| ---- | --------------------------- | -- | -- | - | -- | -- | -- | -- |
| 1.   | FC Pjunik Jerevan           | 20 | 11 | 6 | 3  | 35 | 15 | 39 |
| 2.   | FC MIKA Aštarak             | 20 | 9  | 8 | 3  | 30 | 16 | 35 |
| 3.   | FC Bananc Jerevan           | 20 | 9  | 6 | 5  | 31 | 27 | 33 |
| 4.   | FC Esteghlal-Kotajk Abovian | 20 | 8  | 7 | 5  | 22 | 19 | 31 |
| 5.   | Kilikia FC                  | 20 | 4  | 5 | 11 | 20 | 32 | 17 |
| 6.   | Dinamo-Zenit Jerevan FC     | 20 | 2  | 2 | 16 | 12 | 41 | 8  |

|  | Vítěz ligy |

## Skupina o udržení
| Poř. | Tým                        | Z  | V | R | P  | VG | OG | B  |
| ---- | -------------------------- | -- | - | - | -- | -- | -- | -- |
| 7.   | FC Lernagorc-Ararat Kapan  | 18 | 4 | 2 | 12 | 11 | 39 | 14 |
| 8.   | FC Širak Gjumri            | 18 | 3 | 3 | 12 | 19 | 36 | 12 |
| 9.   | Lernajin Arcach Jerevan FC | 16 | 3 | 0 | 13 | 14 | 37 | 9  |

|  | Zápas o udržení                                   |
|  | Klub po sezóně zanikl                             |
|  | Klub odstoupil a sestoupil přímo do Aradżin chumb |

### Zápas o udržení
| Datum          | Stadion | 8. místo v Bardsragujn chumb | Výsledek | 3. místo v Aradżin chumb | Poznámka                           |
| -------------- | ------- | ---------------------------- | -------- | ------------------------ | ---------------------------------- |
| 22. říjen 2005 | neznámo | Širak Gjumri                 | 5 : 1    | Gandzasar Kapan          | Širak se udržel v nejvyšší soutěži |

## Vítěz
| Bardsragujn chumb 2005 FC Pjunik Jerevan (8. titul) |